# Amadej
Amadej je moško osebno ime.

## Izvor imena
Ime Amadej izhaja iz latinskega imena Amadeus, ki je zloženo iz latinskega glagola ama v pomenu besede »ljubi« in samoglasnika deus »bog«, to je z domnevnim nekdanjim  pomenom »kdor ljubi boga« 

## Različice imena
- moške različice imena: Amadeo, Amadeus, Amando, Amedej,
- ženska različica imena: Amadeja

## Tujejezikovne različice imena
- pri Čehih, Francozih, Nemcih: Amadeus
- pri Italijanih: Amadeo
- pri Madžarih, Poljakih: Amadeusz

## Pogostost imena
Po podatkih Statističnega urada Republike Slovenije je bilo na dan 31. decembra 2007 v Sloveniji število moških oseb z imenom Amadej: 428.

## Osebni praznik
V koledarju je ime Amadej zapisano 30. marca (Amadej, Savojski knez, † 30. mar. 1472).